# Aartsbisdom Teheran-Isfahan
Het aartsbisdom Teheran-Isfahan is de enige kerkelijke organisatie van de Katholieke Kerk in Iran. De kathedraal van het aartsbisdom, Onze-Lieve-Vrouw van Troost, bevindt zich in Teheran.
Het aartsbisdom Teheran-Isfahan verenigt zes parochies met de ongeveer 2.000 katholieken van de Latijnse ritus in het land (situatie 2013). Het is het enige rechtsgebied van de Latijns-katholieke Kerk in Iran. Er bestaan andere kerkelijke rechtsgebieden voor katholieken van de oosterse ritus (met name Armeniërs, Chaldeeuwers). Het is rechtstreeks afhankelijk van de Heilige Stoel.
Het aartsbisdom werd gesticht  aan het begin van de 17e eeuw als missie van de paters karmelieten en was gedurende bijna de hele 19e eeuw vacant. Het bisdom werd in 1910 nieuw leven ingeblazen en tot aartsbisdom verheven.

## Geschiedenis

### Oorsprong en ontwikkeling
In 1246 hielden dominicaanse en franciscaanse missionarissen die door paus Innocentius IV naar Mongolië werden gestuurd halt in  in Noord-Perzië. Pas in 1318 werd de metropolitische zetel van Soltanië opgericht met zes suffragaanbisdommen. De eerste bisschop was de dominicaanse pater Francesco da Perugia. De inval van Timoer Lenk maakte rond 1380 een einde aan deze eerste (Latijnse) missionaire poging.
Een delegatie van de Spaanse koning Filips III naar de Safawidenkeizer Abbas I wordt goed ontvangen. Doordat deze zich positief tegenover het christendom toonde, arriveerden er in 1602 Spaanse missionarissen in Perzië. In 1608 werd de missie door paus Clemens VIII officieel toevertrouwd aan de Ongeschoeide Karmelieten. Zij openden een kleine kerk in Isfahan. Nadien, in 1628, arriveerden de kapucijnen, snel gevolgd door de theatijnen in de Iraanse regio grenzend aan Georgië.
Het bisdom Isfahan werd op 12 oktober 1629 gesticht. De stad was destijds de hoofdstad van het Safawidenrijk. De handelsverdragen tussen de Franse koning Lodewijk XIV en de Safawiden (1708 en 1715), waaronder vrijheid van godsdienstbeoefening, verbeterde de situatie van de katholieken. Dit leidde tot een toename van hun aantal, vooral door de komst van Europese kooplieden, maar ook door de bouw van scholen en kerken. Veel van de 'bekeerlingen' zijn in feite (orthodoxe) Armeniërs, die tijdens de Safawiden-periode naar Perzië waren gedeporteerd. De jezuïeten arriveerden in 1652 in het land en de dominicanen keerden in 1695 terug.
Het einde van de Safavid-dynastie halverwege de 18e eeuw eeuw leidde tot een geleidelijke verdwijning van het christendom in het Perzische rijk. Toen in 1789 de laatste apostolische administrator van het oude bisdom. Johannes van Aruthiun vluchtte deed deze dat samen de laatste katholieke gelovigen naar Bagdad. Sindsdien was de zetel van het toenmalige bisdom vacant. Een bericht uit die tijd, verzonden naar Rome, meldt dat "De onderdrukking door deze tirannieke regering is zo groot dat het aantal katholieken in Perzië is teruggebracht tot het aantal dat overblijft. Alle anderen zijn gevlucht of dood." 

### 19e en 20e eeuw
Aan het begin van de 19e eeuw In de vorige eeuw werd het bisdom suffragaan aan de bisschoppen van Bagdad. In die rol bekleedde hij de rol van apostolisch administrator van Isfahan telde hij ongeveer 200 gelovigen. Deze gemeenschap werd geleid door  één priester die in Isfahan resideerde.
Aan het einde van de 19e eeuw eeuw is een duidelijke heropleving. Met de oprichting in 1874 van de Apostolische Delegatie van Perzië opgericht werd de missie weer toevertrouwd aan de lazaristenpaters. Tegelijkertijd werd het bisdom Isfahan losgemaakt van het bisdom Bagdad.
Op 11 juli 1910 werd de Apostolische Delegatie omgevormd tot het heropgericht bisdom Isfahan en verhoogd tot aartsbisdom Isfahan, waarvan de eerste aartsbisschop de Franse lazarist pater Jacques-Émile Sontag was. Onder de paters Lazaristen was de Kerk zeer dynamisch. Ze telde aan het begin van de Eerste Wereldoorlog, vóór de inval van de Turken, 74 priesters, 62 kerken met evenveel scholen en twee seminaries. De Ottomaanse legers vermoordden op 27 juli 1918 een groot aantal christenen, vooral Armeniërs en Chaldeeuwers. Onder hen ook bisschop Sontag, hij werd doodgeschoten in Urmia, waar hij gewoonlijk verbleef.
Met de benoeming in 1974 van Kevin W. Barden, een Ierse dominicaan, tot aartsbisschop verhuisde het aartsbisdom  van Urmia naar Teheran. Daar werd de kathedraal Onze-Lieve-Vrouw van Troost gebouwd. Het aartsbisdom behield niettegenstaande zijn naam Isfahan. Er zijn nog steeds verschillende kerken in Isfahan.
In 2013 telde het aartsbisdom Isfahan 2.000 (Latijnse) katholieken, verdeeld over 6 parochies en geen enkele priester.
Op 8 januari 2021 benoemde paus Franciscus, nadat hij de oorspronkelijke naam Isfahan had veranderd naar de dubbele naam Teheran-Isfahan, Dominique Mathieu, een minderbroeder-conventueel, tot aartsbisschop. Hij werd in 2024 aangesteld tot kardinaal.

## Bisschoppen en aartsbisschoppen van het aartsbisdom Teheran-Isfahan[1]
- Juan Boldames Ibáñez, O.C.D. † (6 september 1632 - 5 september 1633), bisschop
- Timoteo Pérez Vargas, O.C.D. † (5 september 1633 - 23 december 1639), bisschop
- Jean Duval, O.C.D. † (25 september 1638 - 10 april 1669), bisschop
- Laurent Elias Mouton (Mutton), O.C.D. † (8 april 1695 - 3 november 1708), bisschop
- Barnaba Giovanni Battista Fedele, O.P. † (8 juni 1716 - 8 januari 1731), bisschop
- Filippo Maria di San Agostino (Camillo Apollonio) Malachisi, O.C.D. † (11 augustus 1732 - 13 augustus 1749), bisschop
- Marco Antonio Piacentini, O.C.D. † (15 maart 1751 - 22 juni 1755), bisschop
- Cornelio di San Giuseppe Reina, O.C.D. † (2 okt. 1758 - mei 1797), bisschop
- Jacques-Émile Sontag, C.M. † (13 juli 1910 - 27 juli 1918), bisschop
- Kevin William Barden, O.P. † (30 mei 1974 - 12 augustus 1982), aartsbisschop
- Ignazio Bedini, S.D.B. (2 december 1989 - 20 januari 2015), aartsbisschop
- Dominique Joseph Mathieu, O.F.M. Conv. (8 januari 2021 - heden), aartsbisschop (sinds 2024 kardinaal)